# Unión Nacional Africana de Zimbabue - Frente Patriótico
La Unión Nacional Africana de Zimbabue - Frente Patriótico o ZANU-PF (en inglés: Zimbabue African National Union–Patriotic Front) es el partido gobernante en Zimbabue desde 1980, cuando el país logró su independencia de Gran Bretaña de acuerdo con el proceso de Lancaster House. El partido fue dirigido durante muchos años por Robert Mugabe, primero como primer ministro de la Unión Nacional Africana de Zimbabue (ZANU) y luego como presidente desde 1987 tras la fusión con la Unión del Pueblo Africano de Zimbabue (ZAPU) y conservando el nombre de ZANU-PF, hasta 2017, cuando fue destituido como líder. La historia de ZANU-PF a veces es vinculada a la de Mugabe, la principal figura de Zimbabue desde la independencia y la Guerra civil de Rodesia.
De orientación de izquierda y socialista con Robert Mugabe, hoy en día desde la llegada de Emmerson Mnangagwa está adoptando un enfoque más liberal al decir que quiere "atraer las inversiones extranjeras directas" y también al suspender la adquisición obligatoria de tierras agrícolas comerciales sin compensación. Sin embargo sigue manteniendo las bases del socialismo y el panafricanismo.
En las elecciones parlamentarias de 2008, el ZANU-PF perdió el control exclusivo del parlamento por primera vez en la historia del partido y negoció un difícil acuerdo para compartir el poder con el Movimiento para el Cambio Democrático-Tsvangirai (MDC). El ZANU-PF ganó las elecciones de 2013, obteniendo una mayoría de dos tercios. El partido mantuvo por un estrecho margen su supermayoría en las elecciones de 2018.
El 19 de noviembre de 2017, tras un golpe de Estado, el ZANU-PF destituyó a Robert Mugabe como líder del partido, que dimitió dos días después, y nombró en su lugar al exvicepresidente Emmerson Mnangagwa.

## Orígenes
Para la historia de ZANU-PF antes 1980, véase el artículo ZANU.
ZANU fue, desde su formación en 1964 por el Reverendo Ndabaningi Sithole, un grupo maoísta militante de negroafricanos en la República de Rodesia (1965-79). La calidad de socio en ZANU (y luego de ZANU-PF) siempre era sobre todo de los shona, pero fueron algunos miembros de otras minorías en el país. Los otros grupos militantes en Rodesia fueron ZAPU, el ANC (luego el UANC o ANC Unido del obispo metodista Abel Muzorewa), y FROLIZI de James Chikerema.

## El Frente Patriótico (PF)
En 1976, cuándo Muzorewa y Ndabaningi Sithole (que abandonó a la ZANU original en 1974 y formó ZANU-Ndonga) ya comenzaron a negociar con el gobierno de Ian Smith, Nkomo y Mugabe se fusionaron por objetos estratégicas y formaron el "PF" (Frente Patriótico). Pero tanto ZANU y tan ZAPU jamás unieron de verdad, pues ellos instituciones quedaron separadas. El bloque de reconciliación, compuesto de Sithole, Muzorewa y Chikerema concurrieron con Smith en el Acuerdo Interno que dio al gobierno de Muzorewa en el estado de Zimbabue Rodesia.

## Independencia
En 1979 Robert Mugabe, el jefe de ZANU, y Josiah Tongogara, el comandante de su rama militar ZANLA formaron de ZANU el partido político ZANU-PF. Aliados menores de Mugabe se unieron en el grupo para formar el "PF", a pesar del hecho que los puestos del poder en el movimiento quedaron en las manos de los militantes de ZANU. El Reverendo Canaan Sodindo Banana fue uno de aquellos aliados, sirviendo como un testaferro de ZANU cuándo Sithole ya la renunció, y luego como el primero presidente de Zimbabue desde 1980 hasta 1987. ZAPU también usó en el apodo del PF por sus objetos, llamando a si propio partido por las elecciones de febrero 1980 como PF-ZAPU. ZANU-PF triunfó por las urnas en una de las elecciones democráticas primeras en un país negroafricano.

### ZANU-PF e intimidación
ZANU jamás había sido un movimiento con principios democráticos. En las elecciones de 1980 los partisanos de ZANU-PF, muchos de ellos militantes radicales ex-ZANLA emplearon tácticas amenazadoras contra los otros grupos. L[cita requerida]as víctimas más odiadas fueron los del UANC del Presidente de Zimbabue Rodesia Abel Muzorewa[cita requerida]

### Gobierno de Mugabe
ZANU-PF gobernó en una coalición con ZAPU hasta 1983, con Mugabe sirviendo como el primer ministro y Banana como presidente. Pero Mugabe pasó de ser en los años 1980-83 un libertador de aclamación mundial a un autócrata, forzando a sus aliados consentir a políticas que ellos opusieron. Nkomo, por ejemplo, fue muy preocupado por la política extranjera de Mugabe, que acercó a los regímenes comunistas de línea dura chinos y Corea del Norte. Ian Smith, el primer ministro blancorodesiano lo que canceló un atentado de golpe de estado demás las elecciones de 1980, también hizo en el líder de la oposición parlamentaria en Zimbabue, Muzorewa, Chikerema y Nkomo hicieron críticas individuales duras contra las violaciones desde ZANU-PF y Mugabe en los derechos humanos de sus oponentes en Zimbabue, ambos por los blancos y tan por los negros. Pero en aquellos años ellos no pudieron juntarse en un bloque de resistencia contra Mugabe a causa de las diferencias banales entre cada uno y desde divisiones por blancos y negros, shona y ndebele, o conservador y izquierdista.

### ZANU-PF, Mao, y losblancos
Mientras que fue un movimiento en la resistencia ZANU llamaba por la confiscación de granjas blancas en Zimbabue, nacionalización de la economía, y el término de otros proces del colonialismo y capitalismo. A los blancos se les culpó de explotadores de pueblos negroafricanos y otras culturas en el mundo, especialmente por el modelo de Mao Zedong que profesó el líder chino. Muchos observadores en Zimbabue temieron que un gobierno de ZANU-PF hubiera dirigido una Revolución Cultural como hizo el gobierno de Mao a sectores en la población de China considerados como reaccionarios. 
Pero hasta 1980 la Revolución Cultural ya fue en China su mismo un recuerdo traumático de los excesos del maoísmo, y Mao ya se murió cuatro años antes. [cita requerida]
Mugabe sabía que los únicos estados en el mundo que apoyaron en la filosofía de modelo maoísta que quedaron entonces fueron Albania, Corea del Norte, y hasta 1979 Kampuchea Democrática según informes del 3 de marzo 1980 el nuevo primo ministro tropezó con su viejo enemigo Smith para negociar cooperación entre un gobierno de ZANU-PF y el Frente Rodesiano de Smith. La que es conocido como hecho indiscutible es que la policía secreta de la era rodesiana (la CIO quedó en la misma forma demás la caída de la República de Rodesia, tanto si debajo la comanda de Ken Flower. Flower y Mugabe hicieron un pacto de ayuda mutua para luchar contra ellos oponentes de ambas razas en Zimbabue.

### El cisma
En 1983 los huecos dentro Nkomo y Mugabe se hicieron intolerables. Armas ilegales habían encuentro desde las residencias de personas de ZAPU. Ex-zipristas en el ejército zimbabuense se escabullieron a ellos tierras de origen, usualmente en áreas endebeles. Según fuentes gubernamentales en Zimbabue los militantes de ZAPU conspiraron hacer un golpe de estado y los servicios de seguridad los reemplazaron. Pero en encuestas extraños la teoría que Mugabe había sido timado por Ken Flower y la CIO, los que creyeron que la salida de Nkomo del gobierno incrementaraba la dependencia del presidente en ellos y en los lealistas de ZANLA que controlan su ejército, es más creíble.

## Regla de partido único
El Acuerdo de Unidad hizo del ZANU-PF una mezcla de militantes radicales de la ZANU original y personas de PF-ZAPU que fueron forzados a seguirlos. Pero poco a poco aún militantes veteranos de la lucha pre-independencia provenientes del ZANU-PF y su antecesor fueron purgados. El Presidente Canaan Banana renunció a su cargo en 1987 luego del Acuerdo de Unidad, y Mugabe se convirtió en el nuevo presidente. Mugabe abolió el puesto de Primer Ministro, y Zimbabue pasó a ser una república presidencialista. El país que el mundo miró en 1980 como una democracia emergente en 1987 quedó como una dictadura totalitaria. El ZANU-PF creció a tal grado de ser el partido oficial, con sus instituciones mezcladas con las instituciones gubernamentales como en un régimen comunista. Hasta los años 90 en el parlamento zimbabuense solo hubo un partido de oposición, la CAZ o Alianza Conservadora de Zimbabue, lo que fue un partido principalmente constituido por blancos. 

### El "Tercero Chimurenga"
La oposición entre ZANU-PF fue lidiada por Mugabe con purgas y cambios dentro del gabinete. Uno de los métodos que se aprovecha Mugabe para calumniar en su oposición entre y fuera de ZANU-PF es apodar el periodo actual como el "Tercero Chimurenga", una batalla contra traedores de la revolución que él dirigió para la independencia de Zimbabue. Muchos de los víctimas de las purgas son excombatientes de ZANLA que hicieron opuestos a Mugabe como MP Margaret Dongo, o otros líderes en el Segundo Chimurenga. Canaan Banana fue derrocado en 1987 y luego culpado por cargas de sodomía, una infracción criminal en Zimbabue. Morgan Tsvangirai, el jefe del MDC, el grupo de paraguas por lo mejor de oposición zimbabuense a ZANU-PF había acusado por el gobierno de conspirar hacer un golpe de estado violento como que ocurrió a los militantes de PF-ZAPU antes el Gukurahundi.

## El desafío: El MDC
En 1999 Tsvangirai consiguió en unir una plétora de activistas de orígenes diversos, incluyendo ndebele, shona, blancos, juventud, sindicalistas, y feministas en su alianza MDC para desafiar en ZANU-PF. 

### Referendo y elecciones de 2000
En los 12-13 de febrero, 2000 los votantes rechazaron el propuesto desde Mugabe y ZANU-PF por la constitución nueva que hubiera hecho legal a confiscaciones de tierras de blancos. El rechazo fue la catalista por la oposición en Zimbabue. En las elecciones del 31 de marzo, 2000 MDC ganó 57 escaños parlamentarios (contra 63 de ZANU-PF), a pesar de la fraude electoral que denunciaron todos los monitores internacional incluyendo Amnistía Internacional. Pero tanto ni siquiera fueron estafas numerosas en las urnas actuales, el sistema de gobierno que Mugabe hacía, en la que podía designar demás veinte delegados al parlamento en adición a los 120 que habían elegidos por los votantes, y diez miembros que eran jefes tribales y también designados por el presidente, el MDC no pudiera triunfar verdaderamente.

### 2002
En los 9-11 de marzo, 2002 el pueblo zimbabuense votó en elecciones presidenciales en los que Mugabe ganó con 56% contra 41% desde Tsvangirai según fuentes gubernamentes. Pero como en 2000 todos los monitores denunciaron al régimen por intimidación y fraude electoral. 

### 2005
En el 31 de marzo, 2005 ocurrieron elecciones por la Asamblea Nacional de Zimbabue debajo una nube de desconfianza entre ZANU-PF y el MDC. Una facción del MDC hizo un boicot de las elecciones. Por supuesto ZANU-PF ganó y tanto incrementó su poder en la asamblea. En el 26 de noviembre el nuevo senado zimbabuense había elegido en una clima similar, con ZANU-PF tomando 43 de 50 escaños.

### 2019
El líder del partido, Robert Mugabe, muere el 6 de septiembre de 2019 a la edad de 95 años.

## Resultados electorales

### Elecciones presidenciales
|  | 85.05 % |

|  | 92.76 % |

|  | 56.20 % |

|  | 43.24 % |

|  | 90.73 % |

|  | 61.09 % |

|  | 50.8 % |

|  | 52.60 % |

### Asamblea Nacional
|  | 62.99 % |

|  | 77.21 % |

|  | 80.54 % |

|  | 81.38 % |

|  | 48.10 % |

|  | 59.59 % |

|  | 45.94 % |

|  | 62.39 % |

|  | 52.35 % |

|  | 56.18 % |

### Senado
|  | 73.71 % |

|  | 45.79 % |

|  | 62.39 % |